# Ramsau am Dachstein
Ramsau am Dachstein – uzdrowiskowa gmina w Austrii, w kraju związkowym Styria, w powiecie Liezen, wchodzi w skład ekspozytury politycznej Gröbming. Liczy 2765 mieszkańców (1 stycznia 2015). Leży w Alpach Salzburskich. 
Jest znaną bazą narciarską i ośrodkiem sportowym, znajduje się tu kompleks skoczni narciarskich Mattensprunganlage, w tym obiekt normalny, na którym odbywały się Mistrzostwa Świata w Narciarstwie Klasycznym 1999.

## Historia
Pierwsza wzmianka o miejscowości pochodzi z roku 1120. Znajdowały się tu ziemie szlacheckie. Podczas reformacji i kontrreformacji w gminie starły się w potyczkach armie obu nurtów wyznaniowych.

## Sport i turystyka
W 1999 roku rozgrywano tutaj Puchar FIS. Rozgrywa się tutaj również zawody w snowboardzie i zjazdach. W Ramsau am Dachstein jest wiele centrów treningowych dla sportów zimowych (biegi narciarskie, biathlon, skoki narciarskie). Turystyka jest głównym źródłem utrzymania miejscowej ludności.

## Narciarstwo biegowe
W Ramsau am Dachstein i okolicy poprowadzono około 220 kilometrów narciarskich tras biegowych - 150 kilometrów do stylu klasycznego i 70 do stylu dowolnego. Ośrodek narciarstwa biegowego dysponuje kilkoma ratrakami, stadionem narciarskim oraz kadrą instruktorów.

## Polonica
W Ramsau w maju 1989 r., w przededniu częściowo wolnych wyborów 4 czerwca 1989 r., odbyła się konferencja polskich organizacji niepodległościowych z kraju i emigracji. Wzięli w niej udział przedstawiciele następujących organizacji:
- Grupa Polityczna „Samostanowienie” – Jacek Borkowicz (dokumenty sygnował jako Leon Szukiewicz),
- Liberalno-Demokratyczna Partia „Niepodległość” – Piotr Majchrzak (Robert Pawłowski),
- Organizacja Liberalnych Demokratów „Niepodległość” – Adam Chajewski (Antoni Nowotniak),
- Solidarność Walcząca – Romuald Kukołowicz, Włodzimierz Strzemiński,
- Polska Partia Niepodległościowa – Romuald Szeremietiew (Witold Skidel),
- Ruch Polityczny „Wyzwolenie” – Marcin Galec (Paweł Ursyn),
- Unia Demokratów „Baza” – Waldemar Pernach (Marian Weroński),
- Komitet Odrodzenia Demokracji w Polsce „Solidarność”,
- „Niepodległość” Szwajcaria – Maria Nowak, Jerzy Grębski, Krzysztof Podolczyński,
- Przedstawicielstwo Polskiej Partii Niepodległościowej w Europie Zachodniej – Aleksander Kalinowski, Stefan Marek Szmidt,
- Solidarity with Solidarity – Londyn, Berlin Zachodni – Tadeusz Jarski-Jarzembowski, Kazimierz Michalczyk, Barbara Rudewicz,
- Voice for Independent Poland – USA – Chris Kolski,
- Stowarzyszenie Kombatantów Polskich – Londyn – Walery Choroszewski,
- Przedstawicielstwo LDPN na Zachodzie – Jerzy Targalski (Józef Darski),
- Jerzy Iranek-Osmecki – Monachium,
- ministrowie Rządu RP na Uchodźstwie – Ryszard Kaczorowski (Minister Spraw Krajowych) i Zbigniew Scholtz (Minister Spraw Zagranicznych)[3][4].

## Współpraca
Miejscowość partnerska:
- Bad Blumau, Styria

## Galeria

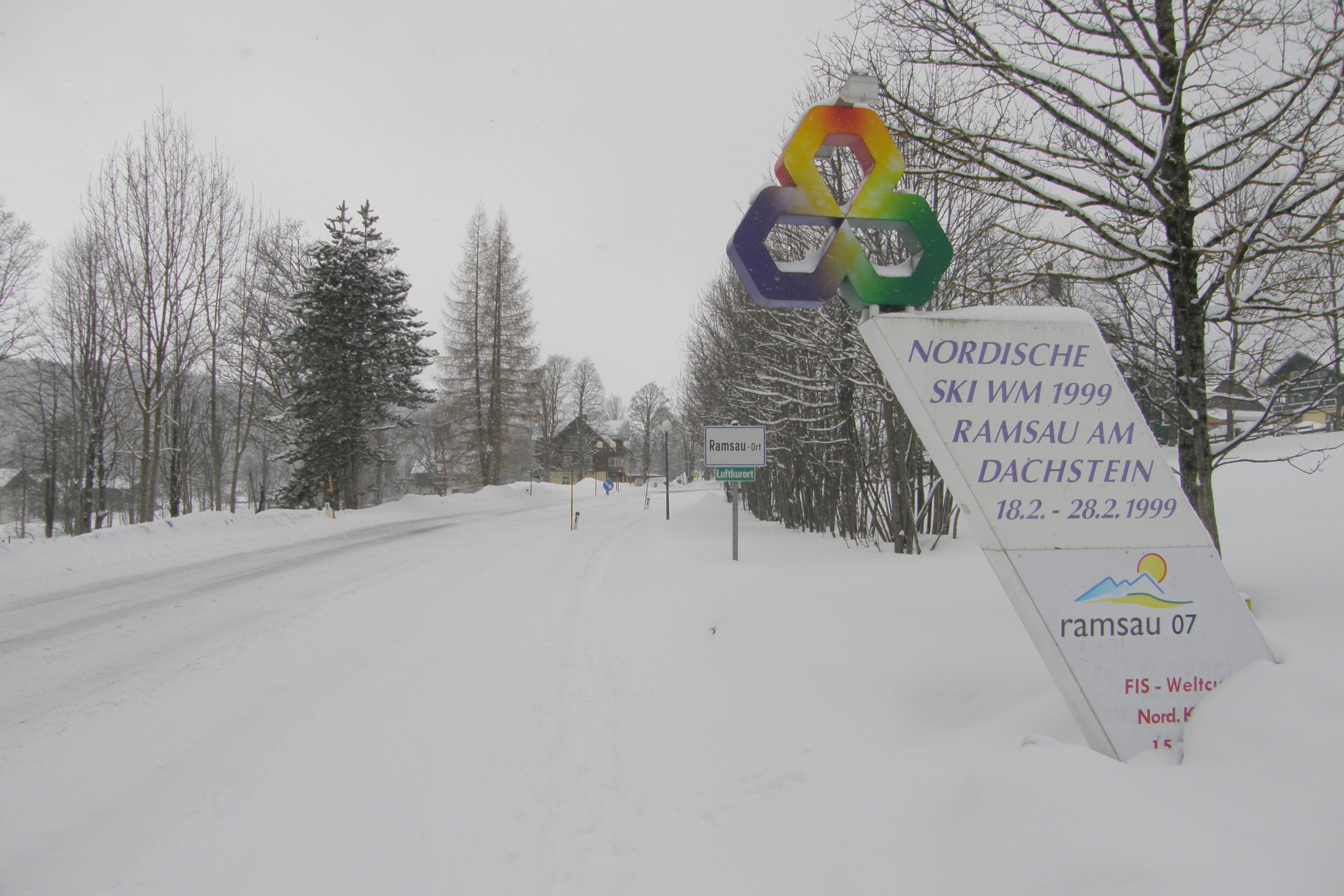
Ramsau am Dachstein zimą
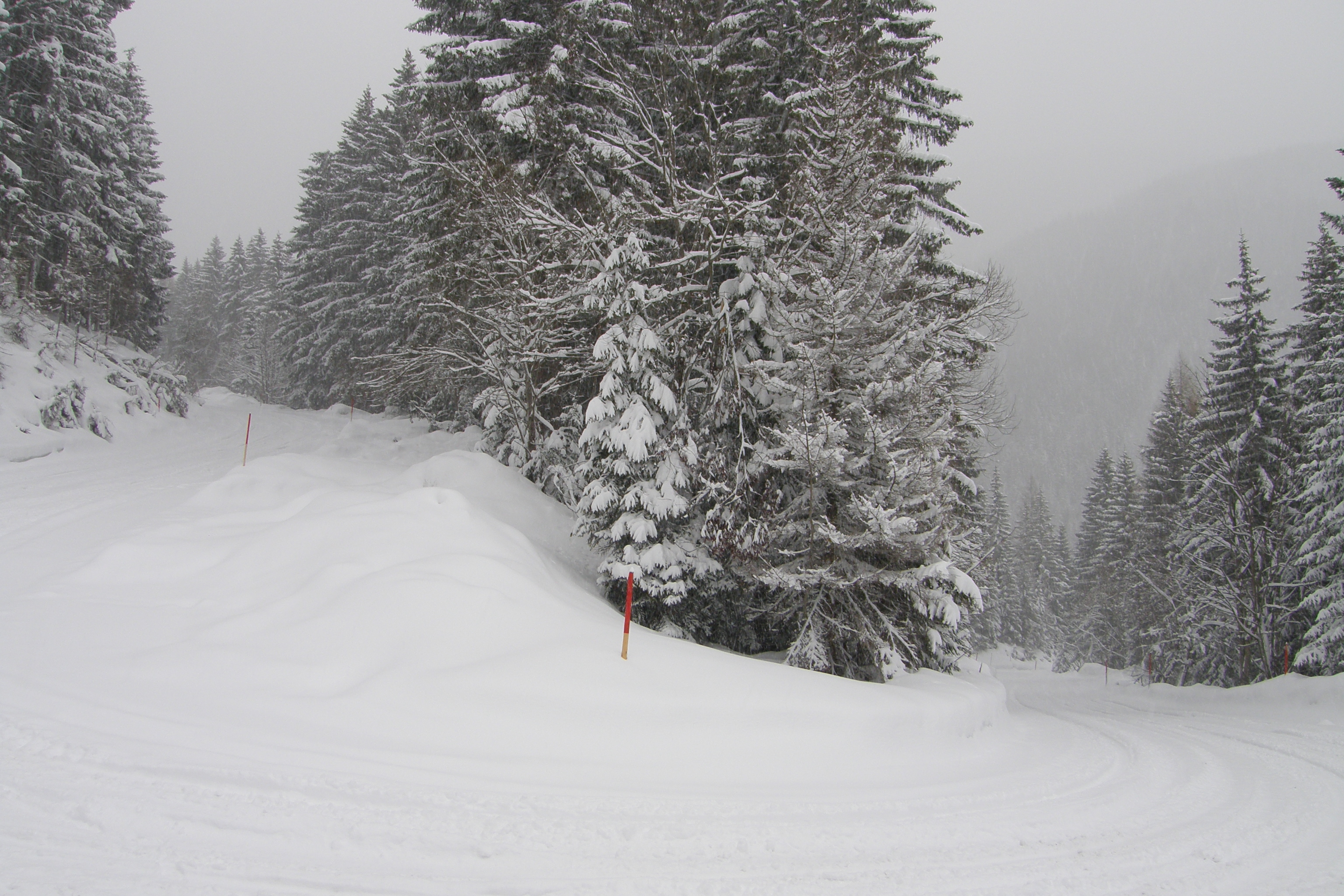
Ramsau am Dachstein zimą
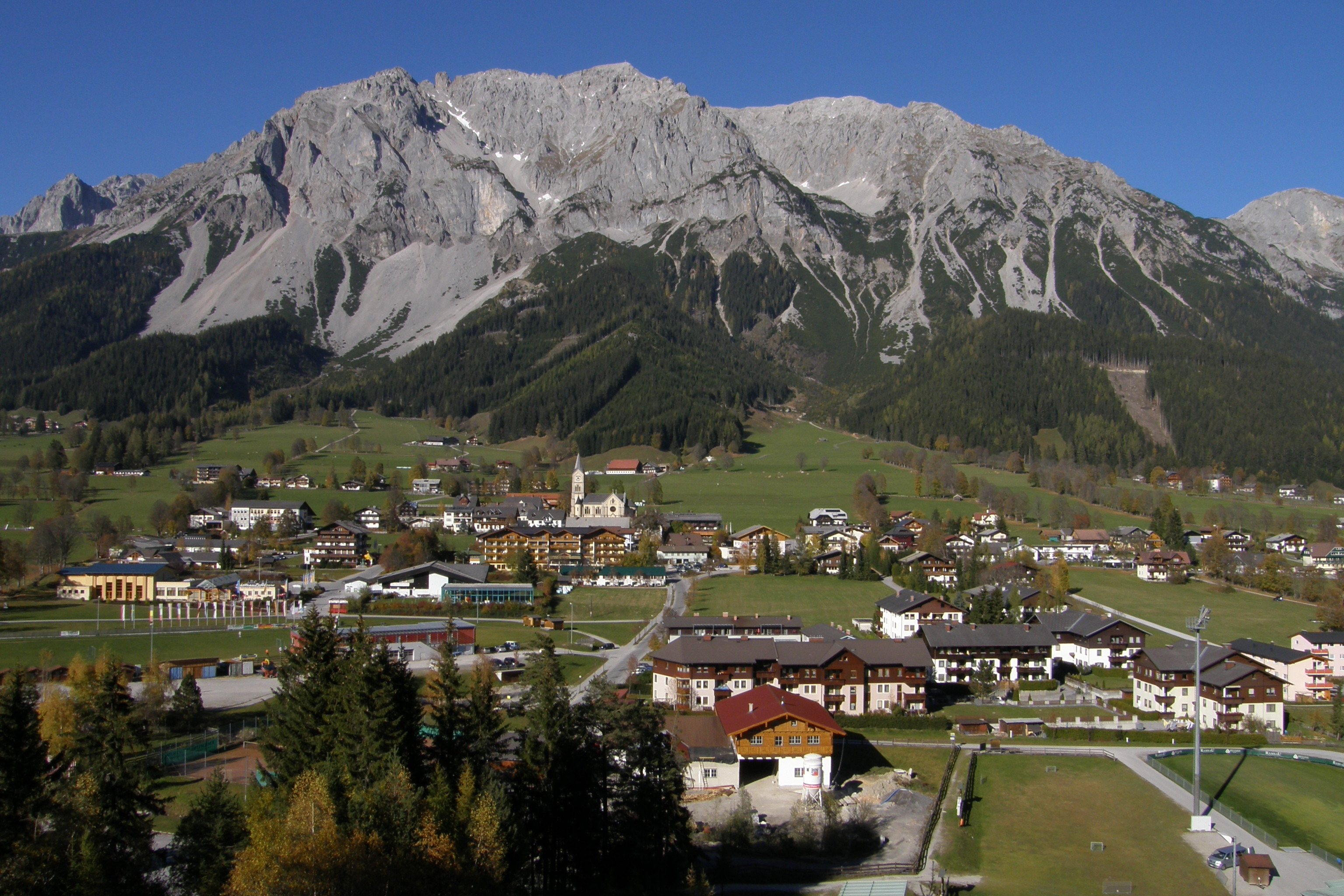
Ramsau am Dachstein